# Katsuhisa Inamori
Katsuhisa Inamori (japanisch 稲森 克尚 Inamori Katsuhisa; * 8. März 1994 in Hirakata) ist ein ehemaliger japanischer Fußballspieler.

## Karriere
Inamori erlernte das Fußballspielen in der Jugendmannschaft von Gamba Osaka. Seinen ersten Vertrag unterschrieb er 2012 bei Gamba Osaka. Der Verein spielte in der höchsten Liga des Landes, der J1 League. Am Ende der Saison 2012 stieg der Verein in die J2 League ab. 2014 wechselte er zum Drittligisten Gainare Tottori. Für den Verein absolvierte er 67 Ligaspiele. 2018 wechselte er zum Ligakonkurrenten Grulla Morioka. Für den Verein absolvierte er 13 Ligaspiele. Ende 2018 beendete er seine Karriere als Fußballspieler.

## Erfolge
Gamba Osaka
- Kaiserpokal

Finalist: 2012